# Dorylaimus alaeus
Dorylaimus alaeus är en rundmaskart som beskrevs av Robert Folger Thorne 1939. Dorylaimus alaeus ingår i släktet Dorylaimus och familjen Dorylaimidae. Inga underarter finns listade i Catalogue of Life.